# Venezillo tugelae
Venezillo tugelae là một loài chân đều trong họ Armadillidae. Loài này được Barnard miêu tả khoa học năm 1932.